# Кобиляни-Кольонія
Кобиляни-Кольонія (пол. Kobylany-Kolonia) — село в Польщі, у гміні Скаришев Радомського повіту Мазовецького воєводства.
У 1975-1998 роках село належало до Радомського воєводства.